# Okuninka
Okuninka is een plaats in het Poolse district  Włodawski, woiwodschap Lublin. De plaats maakt deel uit van de gemeente Włodawa en telt 420 inwoners.